# Ilshofen
Ilshofen è un comune tedesco di 7 089 abitanti,, situato nel land del Baden-Württemberg.
Il suo territorio è bagnato dal fiume Jagst.